# Amanda Jones
Amanda Jones (Amanda Theodocia o Theodosia Jones, East Bloomfield, Estado de Nueva York; 19 de octubre de 1835 -Brooklyn, Nueva York; 31 de marzo de 1914) fue una poeta e inventora estadounidense, profesora y activista por los derechos de las mujeres, conocida por la invención de un método de vacío para el envasado alimentario, llamado proceso de Jones.

## Primeros años y educación
Jones fue la hija de Henry y Mary Alma (Mott) Jones. Fue la cuarta de doce hermanos. Después de salir de la escuela a la edad de quince años, comenzó a trabajar como profesora. Más tarde, se dio a conocer como escritora de canciones de guerra en la guerra civil americana y como poeta.
Fue innovadora en el campo de la tecnología aplicada a la conservación de alimentos enlatados, y el uso de aceite como combustible. Como gerente de la Women 's Canning and Preserving Company solo contrató mujeres. Como poeta publicó varias colecciones de poemas, incluyendo Ulahi: And Other Poems (1861) A Prairie Idyl, and Other Poems (1882) Rubaiyat of Solomon, and Other Poems (1905) y Poems, 1954-1906 (1906). Su obra más importante es el poema épico Ulahi: An Indian legend versified.

## Influencia del espiritualismo
Bajo la influencia de los escritos de Thomas Dick y el movimiento espiritualista, Jones se convirtió al espiritismo en 1854 y creyó ser una médium. En 1869, en la creencia de que los espíritus la querían allí, se trasladó a Chicago, donde escribió para una serie de publicaciones periódicas, incluyendo Western Rural, Universe, Interior, y Bright Sides.

## Patentes e invenciones - 1872-1880
En 1872, Jones desarrolló un proceso de envasado al vacío para conservar los alimentos, con la ayuda del profesor Leroy C. Cooley de Albany, que era el cuñado de su hermana Emily. Al año siguiente obtuvo cinco patentes en relación con su proceso, de las cuales en dos figura como única inventora. De nuevo, siguiendo el consejo de los espíritus con quien se comunicaba, desarrolló otra invención, un quemador de aceite, que se patentó en 1880. Sin embargo, sus intentos de establecer negocios basados en sus invenciones no tuvieron éxito, y volvió a escribir, y publicó A Prairie Idyll en 1882.

## Fundación de la Women's Canning and Preserving Company - 1890
Firme defensora de los derechos de la mujer y del sufragio, en 1890 fundó en Chicago la Women's Canning and Preserving Company, que solo empleaba a mujeres. En un discurso dirigido a sus empleadas, Jones dijo que «esta es una industria de mujeres. Ningún hombre votará nuestras acciones, realizará nuestras transacciones, llevará nuestros libros, se pronunciará sobre los salarios de las mujeres, supervisará nuestras fábricas. Demos a los hombres cualquier trabajo que sea adecuado, pero mantengamos el poder de gobierno. Esta es una escuela de formación empresarial para mujeres trabajadoras, tú con todas las demás. Aquí hay una misión; que se cumpla». Cuando esta empresa fracasó en 1893, dejó Chicago para ir a Junction City, Kansas, donde vivían dos de sus hermanas.

## Vida posterior
Jones siguió trabajando con sus dos inventos, obteniendo patentes sobre el proceso de enlatado en 1903, 1905 y 1906, y otras patentes relacionadas con el quemador de aceite en 1904, 1912 y 1914. Siguió publicando ocasionalmente obras literarias, como el Rubaiyat of Solomon and Other Poems en 1905.
Tras la Guerra hispano-estadounidense, la Marina de los Estados Unidos comenzó a investigar la transición de los barcos de carbón al petróleo. En 1904 publicaron un informe de 489 páginas que detallaba ampliamente la comparación entre el carbón y el petróleo. Se pidió a Jones que escribiera una revisión técnica del informe para Engineer: With which is Incorporated Steam Engineering. Según su obituario, se le pagó generosamente por su contribución de cuatro artículos en 1904 y 1905.
En 1910 publicó su autobiografía, A Psychic Autobiography, centrada en su interés por el espiritismo. Al final de su vida, se trasladó a Brooklyn, Nueva York para dedicarse a los negocios, donde murió de gripe en 1914. Fue incluida en el Who's Who in America de 1912-13 y en el Woman's Who's Who in America de 1914-15.
Está enterrada en el cementerio Riverside de Cleveland, Ohio, en la parcela de su hermano William.

## Obra
Dejó la enseñanza en 1854 después de que su primer poema fuera publicado por el Ladies' Repository de Cincinnati. En 1861, publicó Ulah, and Other Poems; un segundo libro de versos, Poems, se publicó en 1867. Su salud había sido frágil desde que contrajo tuberculosis en 1859; tras la publicación de Poems, pasó un año recuperándose en casa de su madre viuda en Wisconsin.

### Libros
Jones publicó seis libros a lo largo de su vida.
1. Ulah: And Other Poems. Jones, Amanda T. Buffalo: H.H. Otis. 1861
2. Poems. By Amanda T. Jones, Published/Created: New York, Hurd and Houghton, 1867.
3. A Prairie Idyl, and Other Poems. Published/Created: Chicago, Jansen, McClurg & company, 1882.
4. Rubáiyát of Solomon, and Other Poems. By Amanda T. Jones; Introduction by J. N. Larned. Published/Created: New York, Alden brothers, 1905.
5. Poems, 1854–1906, by Amanda T. Jones. Published/Created: New York, Alden Brothers, 1906.
6. A Psychic Autobiography / by Amanda T. Jones; with introduction by James H. Hyslop. Published/Created: New York: Greaves Publishing Co., c1910.

### Ladies Repository of Cincinnati Publications
Entre 1855 y 1864 Jones publicó con frecuencia en el Ladies Repository. Estos poemas, junto con uno que publicó en la revista Overland Monthly and Out West en 1894, están disponibles en la biblioteca digital Making of America Journals de la Universidad de Míchigan.